# ما هواتنگ
ما هواتنگ (به چینی: 马化腾) (زاده ۲۹ اکتبر ۱۹۷۱) کارآفرین، سرمایه‌دار و مدیر ارشد اجرایی هنگ کنگی-چینی است، که در سال ۱۹۹۸ شرکت تنسنت را تأسیس نمود. وی در حال حاضر به‌عنوان مدیر عامل اجرایی و رییس هیئت مدیره تنسنت فعالیت می‌کند.
ما هواتنگ در ماه مارس ۲۰۱۴ با دارایی خالص ۱۴٫۴ میلیارد دلار، از سوی مجله فوربز به‌عنوان دومین فرد ثروتمند چین شناخته شد. وی هم‌اکنون در رتبه ۷۷ از فهرست ثروتمندترین افراد جهان قرار دارد.